# Geophis immaculatus
Espèce
Statut de conservation UICN

 LC  : Préoccupation mineure
Geophis immaculatus  est une espèce de serpents de la famille des Dipsadidae.

## Répartition
Cette espèce se rencontre :
- au Mexique, dans l’État du Chiapas ;
- au Guatemala.

## Description
L'holotype de Geophis immaculatus, une femelle adulte, mesure 305 mm dont 44 mm pour la queue.

## Publication originale
- Downs, 1967 : lntrageneric relations among colubrid snakes of the genus Geophis Wagler. Miscellaneous Publications Museum of Zoology University of Michigan, no 131, p. 1-193 (texte intégral).